# جرج بنکرافت (بازیگر)
جرج بنکرافت (انگلیسی: George Bancroft؛ زاده ۳۰ سپتامبر ۱۸۸۲- درگذشته ۲ اکتبر ۱۹۵۶) یک هنرپیشه، و افسر اهل ایالات متحده آمریکا بود.

## برگزیده فیلم‌شناسی
- The Pony Express (1925) به همراه والاس بیری
- The Rainbow Trail (1925) به همراه تام میکس
- Code of the West (1925) به همراه کنستانس بنت
- Old Ironsides (1926) به همراه والاس بیری
- The Runaway (1926) به همراه کلارا بو
- White Gold (1927) به همراه ژتا گودال
- دنیای تبهکاران (۱۹۲۷) به همراه بتی کامپسن
- The Rough Riders (1927) به همراه نوا بیری، سینیور
- The Drag Net (1928) به همراه ویلیام پاول
- The Docks of New York (1928) به همراه اولگا باکلانووا
- The Wolf of Wall Street (1929) به همراه Olga Baclanova
- تهدید (۱۹۲۹) به همراه فی ری
- Paramount on Parade (1930) به همراه موریس شوالیه
- Ladies Love Brutes (1930) به همراه فردریک مارچ
- آقای دیدز به شهر می‌رود (۱۹۳۶) به همراه گری کوپر
- Wedding Present (1936) به همراه کری گرانت
- Hell-Ship Morgan (1936)
- Racketeers in Exile (1937)
- فرشتگانی با چهره‌های کثیف (1938) به همراه جیمز کاگنی و هامفری بوگارت
- Rulers of the Sea (1939) به همراه Douglas Fairbanks, Jr.
- دلیجان (۱۹۳۹) به همراه جان وین
- When the Daltons Rode (1940) به همراه راندولف اسکات
- Young Tom Edison (1940) به همراه میکی رونی و فی بینتر
- Northwest Mounted Police (1940) به همراه گری کوپر
- Little Men (1940) به همراه جک اوکی
- تگزاس (۱۹۴۱) به همراه ویلیام هولدن
- Whistling in Dixie (1942) به همراه رد اسکلتون
- The Bugle Sounds (1942) به همراه والاس بیری

## نگارخانه

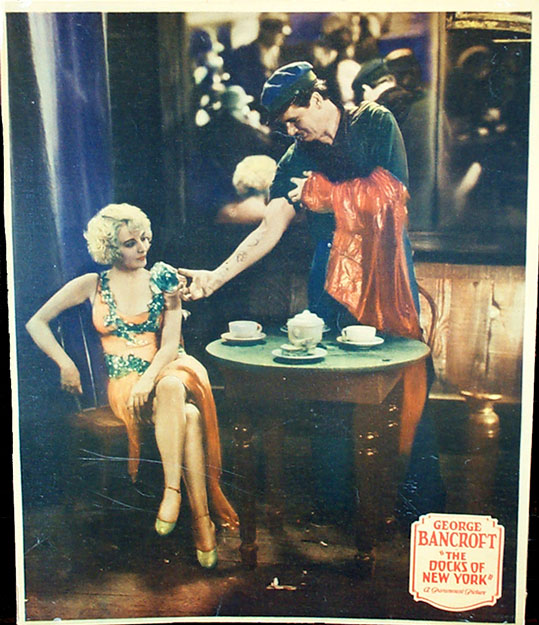